# 本·本蒂尔
本杰明·本蒂尔（1995年3月29日—）為加納男子籃球運動員，現效力於意大利篮球甲级联赛拿玻里。

## 職業生涯
本蒂尔在2016年NBA选秀第二輪第51順位獲得波士顿凯尔特人青睞，2016年11月本蒂尔加盟中国男子篮球职业联赛新疆飞虎頂替受傷的安德雷·布拉切，本蒂尔共代表新疆飞虎出賽11場，場均可挹注13.7分、4.8籃板，在安德雷·布拉切傷癒復出後離開新疆飞虎，2017年2月獲得來自達拉斯獨行俠的十天短約。
2021年7月7日，花園城市學院簽下本蒂尔。12月2日，米兰奥林匹亚簽下本蒂尔。2022年7月20日，貝爾格勒紅星與本蒂尔簽約。2023年7月21日，B1聯賽群馬雷鶴簽下本蒂尔。2024年7月1日，特拉維夫夏普爾簽下本蒂尔。10月27日，意大利篮球甲级联赛拿玻里與本蒂尔簽約。

## 外部連結
- 本·本蒂尔在fiba.basketball（英语）
- 本·本蒂尔在NBA官網（英语）
- 本·本蒂尔在NBA G聯盟官網（英语）
- 本·本蒂尔在歐洲籃球聯賽官網（英语）
- 本·本蒂尔在西班牙篮球甲级联赛官網（球員）（西班牙语）
- 本·本蒂尔在亞得里亞海聯賽官網（英语）
- 本·本蒂尔在B.LEAGUE官網（日语）
- 本·本蒂尔在Basketball-Reference.com（NBA）（英语）
- 本·本蒂尔在Basketball-Reference.com（NBA G聯盟）（英语）
- 本·本蒂尔在Basketball-Reference.com（國際）（英语）
- 本·本蒂尔在Sports-Reference.com（NCAA）（英语）
- 本·本蒂尔在ESPN（NBA）（英语）
- 本·本蒂尔在Eurobasket.com（球員）（英语）
- 本·本蒂尔在Proballers（英语）
- 本·本蒂尔在RealGM（英语）
- 本·本蒂尔在中国篮球数据库